# Winchester, Massachusetts
Winchester este un oraș care se găsește în Comitatul Middlesex din statul american Massachusetts, la o distanță de circa 14 km nord de Boston. Tradițiile sale anterioare agriculturale și de manufacturare au dispărut aproape complet, devenind astăzi doar o "comunitate de dormitoare" (conform originalului, "a bedroom community"). Populația orașului era de 20.500 de locuitori în anul 2000 conform ultimului recensământ al Statelor Unite ale Americii efectuat de United States Census Bureau.

## Geografie
Conform datelor furnizate de United States Census Bureau, orașul are o suprafață totală de 16.3 km2 (sau de 6.3 mile patrate) dintre care 15.6 km2 (sau 6.0 square miles) este uscat și restul, care acoperă 3.97% din total, este apă.
Winchester se învecinează cu următoarele orașe Woburn, Stoneham, Medford, Arlington și Lexington.

## Educație

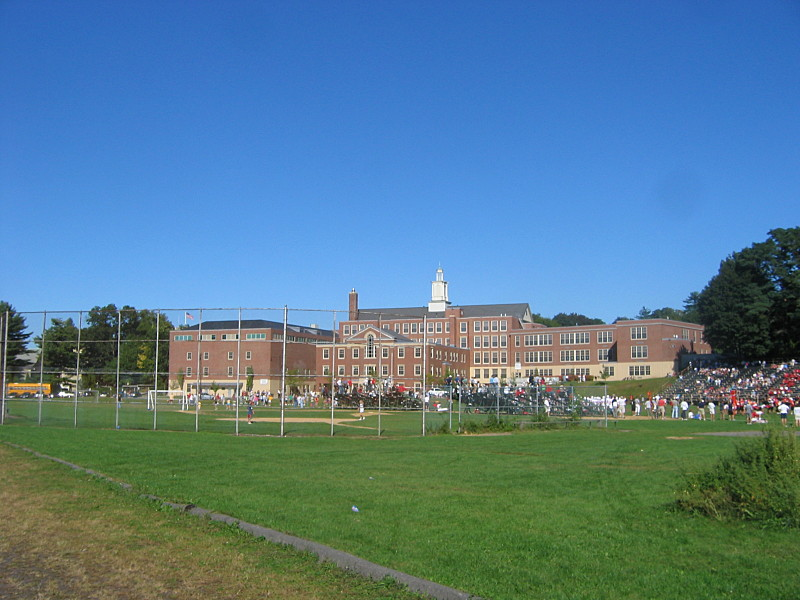
McCall Middle School from the rear, showing Manchester Field.

## Orașe înfrățite
Winchester este oraș înfrățit cu  Saint-Germain-en-Laye, Franța.

## Rezidenți notabili
- Lars Ahlfors, matematician și Fields Medalist
- Joe Bellino, jucător de fotbal american, deținător al trofeului Heisman Trophy, a jucat pentru United States Naval Academy
- Bob Bigelow, fost jucător de basketball în NBA
- Robert A. Brown, Preșidente al Boston University
- Ashton Carter, fost Assistant Secretary of Defense for International Security Policy
- Allan McLeod Cormack, unul din cei trei lauraeați ai premiului Nobel în 1979 pentru psihologie sau medicină
- General John M. Corse, erou al campaniilor sudice ale Civil War
- Edward Everett, Președinte al Harvard University, guvernator al statului și ambasador în Marea Britanie
- Frankie Fontaine, comediant
- Mike Lynch, comentator sportiv al WCVB-TV.
- Yo-Yo Ma, violoncelist
- Samuel W. McCall, congresman al Statelor Unite (de zece ori) și guvernator al statului Massachusetts (de trei ori)
- Glen Murray, jucător de hockei pe gheață din NHL, a jucat pentru Boston Bruins
- Cam Neely, fost jucător din NHL
- Jess Nevins, autor
- Barry Newman, actor
- Laurence Owen, fost campion național de patinaj artistic
- Mike Pagliarulo, fost jucător profesionist de baseball, a jucat pentru Minnesota Twins și New York Yankees
- Jay Pandolfo, jucător din NHL
- Bjorn Poonen, matematician
- Herb Reed, fondator al The Platters
- Alicia Sacramone, gimnastă medaliată de cinci ori la Campionatele mondiale
- Richard R. Schrock, unul din medaliați premiului Nobel pentru chimie din 2005
- Elizabeth Shepley Sergeant, jurnalist și scriitor
- Claude Shannon, inginer și teoretician al informațiilor
- Harry Sinden, fost antrenor al echipei Boston Bruins
- Whitney Smith, director al Flag Research Center
- Dan Spang, jucător profesionist de ice hockey
- Richard Stolzman, clarinetist
- John Volpe, Guvernator (de trei ori) al statului Massachusetts, ministru la transporturilor și ambasador al Statelor Unite în Italia
- Brad Whitford  de la trupa de rock'n'roll Aerosmith.
- Robert W. Wiley, politician

## Note

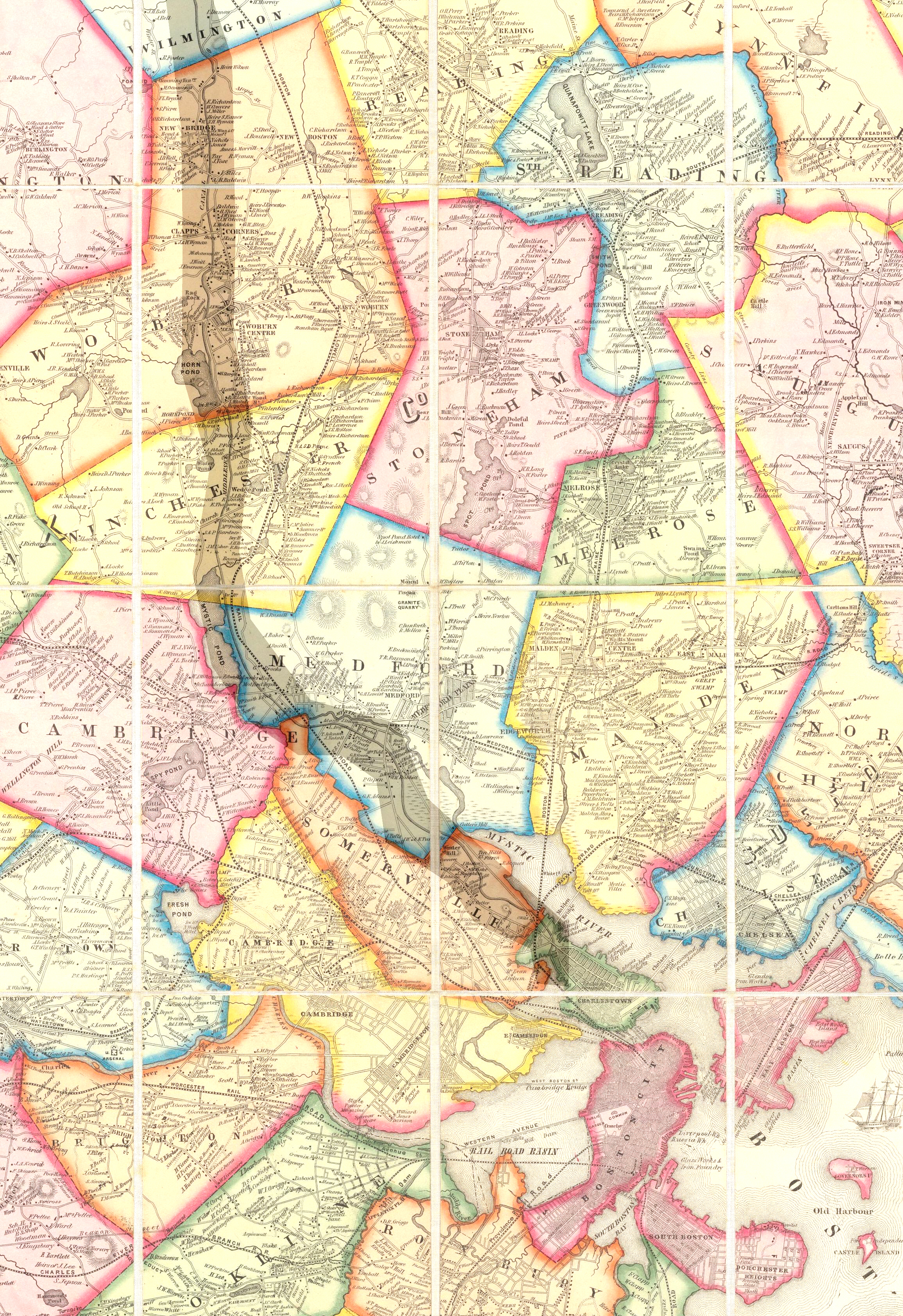
1852 Map of Boston area showing Winchester and the Middlesex Canal.